# Rune Hastrup
Rune Hastrup (født 16. oktober 1991 i Danmark) er en dansk tidligere fodboldspiller. Han spillede senest for Hobro IK i Danmark.

## Klubkarriere

### Randers FC
Hastrup startede med fodbold i en ung alder og valgte at tage sin HHX på fodboldcollege i Randers. Hastrup spillede mest på 2. holdet, men for første holdet blev det til syv kampe i 1. division, foruden en Europa League kvalifikations-kamp.
I sin tid i Randers var han flere gange i ungdomslandsholdenes søgelys.

### Hobro IK
Den 1. juli 2012 skiftede Hastrup til Hobro IK. Han blev tildelt rygnummer 17. 
Hastrup fik sin debut for Hobro IK den 20. maj 2013 i en kamp mod Skive IK, da han blev skiftet ind i det 83. minut. Den 28. juni 2015 forlængede han sin kontrakt med Hobro IK med et år, og igen i maj 2016 blev kontrakten forlænget med et år.
Han stoppede karrieren i juni 2017 i en alder af 25 år ved kontraktudløb for i stedet at hellige sig til sit civile erhverv som ejendomsmægler.

## Personlige forhold
Ifølge Hobro IK's hjemmeside er Hastrup Chelsea fan, og hans yndlings spiller er Frank Lampard. Derudover er Hastrup en kæmpe stor fan af poker, og spiller det også selv.